# Stilbum buloloense
Stilbum buloloense är en svampart som beskrevs av Matsush. 1971. Stilbum buloloense ingår i släktet Stilbum och familjen Chionosphaeraceae.   Inga underarter finns listade i Catalogue of Life.